# Francisco Benito Calderari
Francisco Benito Calderari (en ruso: Франсиско Бенито Калдерари; Tielmes, mayo de 1913 - Moscú, 1952) fue un militar hispano-soviético que participó en la Segunda Guerra Mundial. 

## Biografía
Benito Calderari nació en mayo de 1913 en Tielmes, provincia de Madrid. Ya en décimo grado de secundaria se afilió a las Juventudes Socialistas Unificadas.
Durante la guerra civil española, recibió entrenamiento como pilo en la escuela de aviación militar de Kirovabad (RSS de Azerbaiyán) de 1938 a 1939. En ese tiempo, la madre de Francisco fue fusilada por franquistas.
Desde agosto de 1939 vivió exiliado en Moscú, donde trabajó como mecánico en la planta de automóviles de Stalin (ahora planta de Lijachev) hasta julio de 1941. Con la entrada de la URSS en la Segunda Guerra Mundial en julio de 1941, se ofreció como voluntario para el Ejército Rojo con el rango de subteniente. Participó en la defensa de Moscú y sirvió en la 1.ª Brigada Fronteriza de la Fuerza Aérea y luego en el 573.º Regimiento de Aviación de Cazas de Defensa Aérea de la 101.ª División de Aviación de Cazas de Defensa Aérea. En los años siguientes, luchó en el 887.º regimiento de aviación de bombarderos nocturnos, donde voló aviones en el enlace de comunicaciones de aviación del 25.º cuerpo de tanques del frente de Briansk, y luego hasta el final de la guerra, en el 1.º Frente Ucraniano.
En agosto de 1946 regresó a Moscú para trabajar en la fábrica de automóviles. Se casó con una moscovita y la pareja tuvo dos hijos: una hija y un hijo. Murió en Moscú en 1952.